# 89ers
Die 89ers sind eine deutsche Gruppe bestehend aus Paul Hutsch, einem Hands-up-Produzenten, und Claudia Heymanns.
Bekannt wurde die Gruppe 2002 mit dem Hit Wap Bam Boogie, der u. a. auf der Future Trance Vol. 20 zu finden ist. Es folgte eine Cover-Version des UB40-Klassikers Kingston Town im Jahr 2003. 2005 folgte Funky Beatz sowie eine Cover-Version von F. R. Davids Words. 2006 schafften es die 89ers mit Ritmo Forte, Higher Love und dem Eiffel-65-Cover Blue (Da Ba Dee) in die Dancecharts. Neben eigenen Produktionen ist die Gruppe vor allem durch zahlreiche Remixes bekannt geworden.

## Diskographie
- Wap Bam Boogie/Ladies Time (2002)[2]
- Kingston Town (2003)[3]
- Funky Beatz (2005)
- Words (2005)
- Ritmo Forte (2006)
- Higher Love (2006)
- Blue (Da Ba Dee) (2006)
- The 89ers Boy (2007)
- Hold Me Now (2008)
- Jump with Me (2009)
- Human Nations (2009)
- It's Okay & Alright (2010)
- Go Go Go Go! (Green Day - Holiday cover 2011)
- Louder (2011)
- No Go Go Go! (Green Day - Holiday cover 2021)
- Together (mit Tiscore, 2024)
- My Angel (2025)

### Remixes
- Annakiya – Denis (89ers Remix)
- Bass-T – P.O.W.E.R. (89ers Remix)
- Bermuda Loverz – My Girl (Ladidada) (89ers Remix)
- Cascada – Everytime We Touch (89ers Remix)
- Clubraiders – Think About (The Beach) (89ers Remix)
- Damae – I've Been Thinking About You (89ers feat. Rave Allstars Remix)
- Dancefloor Rockaz – Attention (Jens O. vs. 89ers Remix)
- DJ Ross – Lonely (89ers Remix)
- Don Wayne – Guide You Through the Night (89ers feat. ADF Remix)
- Floorfilla – Kosmiklove (89ers Club Remix)
- Gorgeous X feat. Julia Falke – Wonderful Life (89ers Remix Edit)
- Hammer & Korn – Summermelody (89ers Remix)
- Lichtenfels – Kill the Silence (89ers Remix)
- Marc Korn – Spirit of the Night (89ers Remix)
- Mission Control – Standby 2004 (89ers Remix)
- Partycheckerz – Baby I Love Your Way (89ers Remix)
- Raverdiago – Pupananny (89ers Remix)
- 89ers presents Rimini Rockaz – Blue (89ers Remix)
- Citrus Hill – Lemon Tree (89ers vs. Sample Rippers Remix Cut)

Quellen